# Barlas Bank
Barlas Bank (englisch) ist eine kleine submarine Bank vor der Nordküste Südgeorgiens. Sie liegt 2,5 km südöstlich des Kap Buller auf der Westseite der Einfahrt zur Bay of Isles.
Wissenschaftler der britischen Discovery Investigations kartierten sie zwischen 1929 und 1930 und benannten sie nach William Barlas (1888–1941), Repräsentant des Vereinigten Königreichs auf Deception Island und den übrigen Südlichen Shetlandinseln (1914–1915) sowie zu verschiedenen Anlässen auf Südgeorgien (1928–1941).